# Reitia
Reitia, definida com o epíteto de potnia theron ("domadora dos animais") era uma divindade adorada entre os antigos vênetos. É uma das mais conhecidas deidades do nordeste italiano .
Enquanto seu lugar no panteão não é totalmente conhecido, a importância dos cultos para a sociedade dos vênetos é atestada em achados arqueológicos. Um amplo acervo de ofertas votivas em cerâmica e metal foi encontrado num altar vêneto em Baratella, perto de Este. Em vêneto dá-se o epíteto de Śahnate, a curadora, e Pora, a boa e pura. Ela também foi uma deusa da escrita; Marcel Detienne interpreta o nome Reitia como "aquela que escreve" (cf. Proto-Germanic *wreitan- 'to write' (Inglês); escrever). Inscrições dedicadas a ela são uma das principais fontes de conhecimento da língua vêneta . 
O nome pode também estar associado ao povo habitante de Reti, da região de Alpina. 
É associada às divindades de clássicas de Ártemis/Diana: relacionada ao culto de fertilidade, de saúde, mas também ao comércio. Os romanos identificaram-na mais tarde como Juno.
Em tempos romanos o culto foi substituído ou associado ao de Minerva.